# Omar Jagne
Omar Jagne, född 10 juni 1992, är en gambisk fotbollsspelare som spelar för Bullermyrens IK.

## Klubbkarriär
Jagne kom som 18-åring hösten 2010 till Sverige från hemlandet Gambia. Han spelade mellan 2011 och 2012 för Falu FK. Jagne gjorde sju mål för klubben på 27 matcher i Division 2 Norra Svealand.
2013 gick han över till Dalkurd FF. Den 3 april 2016 debuterade Jagne och klubben i Superettan mot Assyriska FF. Matchen slutade med en 2–1-förlust för Dalkurd och Jagne drog på sig ett rött kort.
Den 1 april 2017 blev Jagne spelklar för Ljungskile SK i Division 1 Södra. Kontraktet sträckte sig till 2018. I januari 2018 värvades dock Jagne av Syrianska FC. I maj 2018 gick han till division 3-klubben Bullermyrens IK. I september 2018 gick Jagne till division 2-klubben Newroz FC.
Säsongen 2021 återvände Jagne till Bullermyrens IK och spelade fem matcher samt gjorde ett mål för klubben i Division 4.

## Landslagskarriär
Jagne debuterade för Gambias landslag den 9 juni 2015 i en 1–1-match mot Uganda, en match där han även gjorde sitt första landslagsmål.